# Javier del Pino

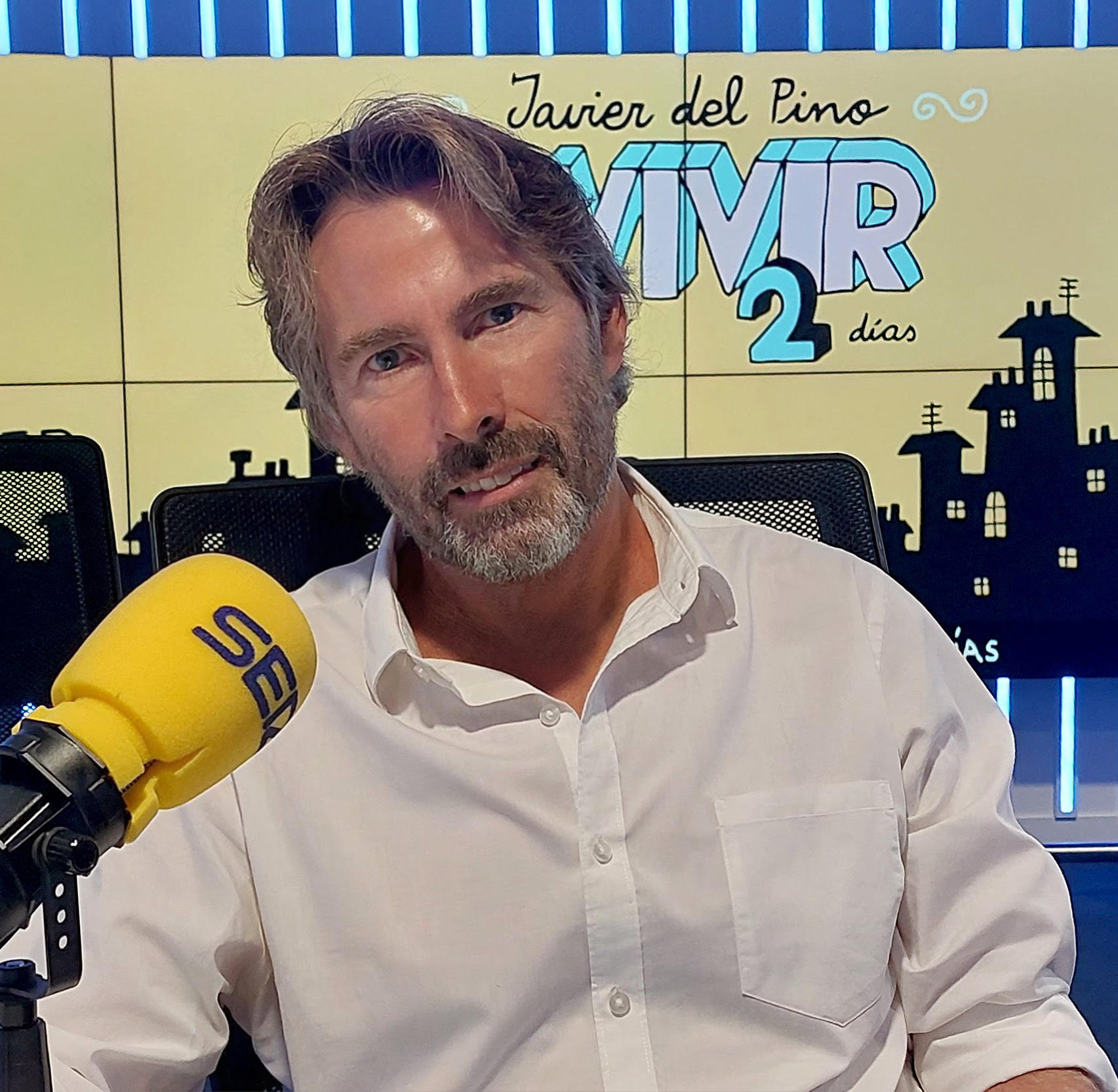
Javier del Pino

Javier del Pino (* 1964 in Madrid) ist ein spanischer Journalist und Radiomoderator.

## Laufbahn
1988 übernahm Javier del Pino beim spanischen Radiosender Cadena SER die Leitung der Nachrichtensendung Hora 20. Von 1991 bis 1997 arbeitete er unter Carlos Llamas als Co-Moderator von Hora 25, danach 15 Jahre lang als Auslandskorrespondent in Washington, D.C. Im Jahr 2012 löste er Montserrat Domínguez als Moderator des Hörfunkmagazins A vivir que son dos días ab.

## Auszeichnungen
- 2008: Premio de Periodismo Cirilo Rodríguez[4]